# Christer Henrik d'Albedyhll
Christer Henrik d'Albedyhll, född 19 april 1679 i Riga, död 11 november 1750 i Vreta klosters församling, Östergötlands län, var en svensk militär och ämbetsman.

## Biografi
d’Albedyhll föddes 1679 i Riga. Han var son till lantmarskalken Otto Reinhold Albedyl och Hedvig Anna von Wulffen. d’Albedyhll blev student vid Uppsala universitet 1696. Han blev efter studierna sekundlöjtnant vid Steinaus regemente i polsk tjänst 1699 och livdrabant 1700. Han var marskalk på ambassaden till Warszawa 1703 och blev vice korpral vid Kunglig Majestäts drabanter 1705, korpral 1708, överstelöjtnant, generaladjutant av flygeln 1711, överste för skånska tremänningskavalleriregementet 1712 samt överste för Skånska ståndsdragonerna och generalmajor av kavalleriet 1717. Under stora nordiska kriget följde han Karl XII till Turkiet. d’Albedyhll upphöjdes 1720 till friherre och introducerades på Riddarhuset samma år under nummer 183. Han blev överste för Österbottens regemente 1721 och för Jönköpings regemente 1725. Han var landshövding i Östergötlands län 1736–1747. d’Albedyhll utnämndes 1748 till Riddare av Svärdsorden. Han avled 1750 på Odensfors i Vreta klosters församling.
Han ägde Odensfors i Vreta Klosters socken.

### Familj
d'Albedyhll gifte sig 22 februari 1722 på Ålstorp med grevinnan Hedvig Ulrika Mörner af Morlanda (1694–1758). Hon var dotter till fältmarskalken Carl Gustaf Mörner af Morlanda och Catharina Margareta Bonde. De fick tillsammans barnen Beata Christina  d'Albedyhll (1724–1725), överstelöjtnanten Carl Otto d'Albedyhll (1725–1775) vid Savolaks och Nyslotts läns regemente, överstelöjtnanten Christer Reinhold d'Albedyhll (1727–1767) vid Österbottens infanteriregemente och löjtnanten Gustaf d'Albedyhll (1730–1806) vid Östgöta infanteriregemente.

## Utmärkelser
- Riddare av Svärdsorden, 26 september 1748.[4]